# Закон граничної урожайності
Закон граничної урожайності К. Пратта (1965), згідно з яким зайве внесення добрив веде не до збільшення, а до зниження врожайності. Це ж підтверджує і більш загальний закон спадаючої (природної) родючості: у зв'язку з постійним вилученням врожаю і порушенням природних процесів ґрунтоутворення, а також при тривалій монокультурі в результаті накопичення токсичних речовин, що виділяються рослинами, на культивованих землях поступово відбувається зниження природної родючості ґрунтів. Ряд сільськогосподарських культур (наприклад, кукурудза) не виділяють токсичних для себе речовин, але і не захищають ґрунт від ерозії родючого шару.
До теперішнього часу родючість в тій чи іншій мірі втратило близько 50% всіх орних угідь світу при середній швидкості втрат близько 7 млн га на рік. Інтенсифікація сільського господарства дозволяє отримувати все більші врожаї при менших витратах людської праці, але в той же час падає енергетична ефективність виробництва.
Згідно з дослідженням, опублікованим 18 грудня 2010 р. у журналі Nature Communications вченими з Університету Міннесоти і університету Макгілла в Монреалі, Канада, що вивчають довкілля, в багатьох регіонах світу явище «Зеленої революції» (зростання врожайності завдяки сучасним технологіям) ключових продовольчих культур зупинилося.
Дослідницька група під керівництвом наукового співробітника Діпака Рея, створила докладну географічну карту світових територій щорічного збору зернових культур і урожаїв кукурудзи (маїсу), рису, пшениці і соєвих бобів з 1961 по 2008 роки.
Було виявлено, що, хоча практично всі регіони повідомляли про зростання збору врожаю на збиральних площах за вказаний проміжок часу, приблизно з 24 до 39% (залежно від культури), насправді величина врожаю або не змінювалася, або відверто знизилася за останні роки.
Дві найгустонаселеніші країни-лідери по виробництву зернових культур з великими територіями — Китай та Індія — особливо яскраво ілюструють стагнацію або зниження розміру зібраного урожаю.
Це дослідження чітко розмежовує області, де врожайність продовольчих культур не змінюється, падає або ніколи не росла, а також райони, де врожайність як і раніше швидко збільшується.
Дослідники виявили цікаву тенденцію: урожайність пшениці і рису — двох культур, які використовуються в основному як продовольчі і складають близько половини світових харчових калорій, — знижується на більшому відсотку орних земель, в порівнянні з урожайністю кукурудзи та сої, які використовуються в основному для отримання м'яса або біопалива.
Цей факт викликає особливі побоювання, оскільки він має на увазі, що ми переважно зосередили свої зусилля по поліпшенню сільськогосподарських культур на створенні кормів для тварин і палива для машин.
У той же час інвестиції в пшеницю і рис — культури, які служать людям як джерело живлення і є основою продовольчої безпеки в більшості країн світу, значною мірою ігноруються.
Як можемо задовольнити зростаючі харчові потреби людей в майбутньому, якщо одна третина наших орних земель, що використовуються під найважливіші сільськогосподарські культури, демонструє зниження врожайності?
Беручи до уваги підсумки дослідження, пропонуються два шляхи вирішення ситуації, що склалася:
- По-перше, рекомендується проведення робіт з підтримання позитивної тенденції зростання на 61—76% орних земель, де врожайність продовжує зростати.
- По-друге, потрібно по всьому світу заохочувати успішні регіони, що виробляють сільськогосподарські культури, щоб вони зберігали тенденцію до зростання, а інші регіони повинні орієнтуватися на них і визначати, що допомагає в цьому процесі, і що можна поліпшити.

Попередні дослідження показують, що врожайність залежить від цілого ряду взаємозалежних факторів, починаючи з практики боротьби зі шкідниками і закінчуючи потребою в покращеному насінні.

## Ресурси Інтернету
- Процессы постагрогенной трансформации минеральной части дерново-подзолистых почв: на примере железа, алюминия и марганца [Архівовано 28 квітня 2012 у Wayback Machine.]
- Урожайность во всем мире идёт на спад [Архівовано 23 травня 2013 у Wayback Machine.]